# Надеждинка (Рузаєвський район)
Наде́ждинка (рос. Надеждинка, ерз. Надеждинка) — присілок у складі Рузаєвського району Мордовії, Росія. Входить до складу Архангельско-Голіцинського сільського поселення.

## Населення
Населення — 387 осіб (2010; 294 у 2002).
Національний склад (станом на 2002 рік):
- росіяни — 69 %
- мокшани — 26 %